# Genistelloides hibernus
Genistelloides hibernus är en svampart som beskrevs av S.W. Peterson, Lichtw. & B.W. Horn 1981. Genistelloides hibernus ingår i släktet Genistelloides och familjen Legeriomycetaceae.   Inga underarter finns listade i Catalogue of Life.